# Aselliscus
Aselliscus es un género de murciélagos microquirópteros de la familia Hipposideridae.

## Especies
Se reconocen las siguientes especies:
- Aselliscus stoliczkanus
- Aselliscus tricuspidatus